# Струмска операция (1944)
Струмската операция е военна операция на българската армия през Втората световна война от 9 септември 1944 до 18 октомври 1944 г. срещу германските войски в Северна Гърция по време на проведното през 1944 – 1945 г. участие на България във войната срещу Третия Райх.

## Ход на операцията
На фронта в Северна Гърция през септември – октомври 1944 г. германската група армии „Е“ прави опит за настъпление срещу българския Втори окупационен корпус командван от генерал Асен Сираков. От началото на септември 1944 г. той отстъпва от териториите намиращи се западно от река Струма. В състава на тези обединения са Седма пехотна рилска дивизия и Шестнадесета пехотна беломорска дивизия. През този период е постигнато споразумение между българското правителство и командването на гръцките партизани от ЕЛАС българските военни часи да останат в Беломорието с цел гарантиране на сигурността и противодействие против германска агресия.
На 9 срещу 10 септември вечерта германците пленяват няколко български части, но българските войски на много участъци на самата река Струма дават мощен отпор. Българското главно командване дава заповед до частите на Втори окупационен корпус да се приведе в пълна готовност и да отблъсне нападението на германските военни подразделения. Българските войски успешно противодействат на противника като на 10 септември му противопоставят мощна отбранителна линия. На 14 септември българските войски започват контранастъпление срещу германските войски като боевете се водят до 15 октомври 1944 г., в който период с мощна артилерийска стрелба българските части отхвърлят германските опити за настъпление в Беломорието, а пехотата контраатакува и побива германските линии на няколко пъти. На 18 октомври 1944 г. германците се изтеглят на север във Вардарска Македония.